# Bernard Maskit
Bernard Maskit (* 27. Mai 1935 in  New York City; † 15. März 2024 in New York City) war ein US-amerikanischer Mathematiker, der sich mit Funktionentheorie beschäftigte.
Maskit promovierte 1964 bei Lipman Bers an der New York University (On Klein’s Combination Theorem). 1963 bis 1965 war er am Institute for Advanced Study. 1965 bis 1972 war er am Massachusetts Institute of Technology. Er ist seit 1971 Professor an der State University of New York at Stony Brook (SUNY).
Maskit führte im Teichmüllerraum Riemannscher Flächen eine nach ihm benannte komplex-analytische Struktur ein und beschäftigte sich mit Kleinschen Gruppen. Nach ihm benannt ist der Kombinationssatz von Maskit (auch Klein-Maskit-Kombinationssatz). Dieser gibt Bedingungen dafür, wann das amalgamierte Produkt oder die HNN-Erweiterung diskreter Gruppen hyperbolischer Isometrien wieder diskret sind.
Er war Mitherausgeber der Gesammelten Werke von Lipman Bers.
1970/71 war er Sloan Research Fellow. 1974 war er Invited Speaker auf dem Internationalen Mathematikerkongress in Vancouver (Classification of Kleinian Groups). Er war Fellow der American Mathematical Society.

## Schriften
- Kleinian Groups, Springer, Grundlehren der Mathematischen Wissenschaften 1988, ISBN 3-540-17746-9
- On Klein’s combination theorem, Teil 1, Trans. AMS, 120 (1965), 499-509, Teil 2, Trans. Amer. Math. Soc. 131 (1968), 32–39, Teil 3, in: Advances in the Theory of Riemann Surfaces (Proc. Conf., Stony Brook, N.Y., 1969), Annals of Mathematical Studies No. 66, Princeton University Press, Princeton, N.J., 1971, S. 297–316.
- On boundaries of Teichmüller spaces and on Kleinian groups. II, Ann. of Math., 91 (1970), 607–639 (Teil 1 stammte von Lipman Bers, Annals of Mathematics 91 (1970), 570-600)
- Moduli of marked Riemann surfaces, Bull. Amer. Math. Soc., 80 (1974), 773–777.
- On the classification of Kleinian groups. I. Koebe groups, Acta Math. 135 (1975), S. 249–270, II. Signatures, Acta Math. 138 (1976), 17–42
- mit Irwin Kra: Involutions in Kleinian Groups, Bulletin AMS, 78 (1972), S. 801–805
- A theorem on planar covering surfaces with applications to 3-manifolds, Annals of Mathematics, 81 (1965), 341-355
- Construction of Kleinian groups, Proc. Conf. Complex Analysis, Minnesota 1964, Springer Verlag, 1965, S. 281–296
- mit A. Beardon: Limit points of Kleinian groups and finite sided fundamental polyhedra, Acta Mathematica, 132 (1974), 1-12